# (4412) Khéphren
(4412) Khéphren, désignation internationale (4412) Chephren, est un astéroïde de la ceinture principale.

## Description
(4412) Khéphren est un astéroïde de la ceinture principale. Il fut découvert par Cornelis Johannes van Houten et Tom Gehrels le 26 septembre 1960 à l'observatoire Palomar. Il présente une orbite caractérisée par un demi-grand axe de 3,129 UA, une excentricité de 0,171 et une inclinaison de 2,17° par rapport à l'écliptique.
Il fut nommé en hommage au pharaon de l'Ancien Empire égyptien (IVe dynastie) Khafrê, connu sous le nom grec de Khéphren.

## Compléments